# Megachile picicornis
Megachile picicornis är en biart som beskrevs av Morawitz 1853. Megachile picicornis ingår i släktet tapetserarbin, och familjen buksamlarbin. Inga underarter finns listade i Catalogue of Life.